# ميرفين هربرت
ميرفين هربرت (27 ديسمبر 1882 في المملكة المتحدة - 26 مايو 1929) (بالإنجليزية: Mervyn Herbert)‏ هو لاعب كريكت بريطاني وبريطاني (وحمل سابقاً جنسية المملكة المتحدة لبريطانيا العظمى وأيرلندا). لعب مع نادي مقاطعة نوتنغهامشير للكريكت ‏ ونادي مقاطعة سومرست للكريكت ‏ ونادي الكريكت في جامعة أكسفورد ‏.